# EFL League Championship
 "The Championship" omdirigeres hertil. For tennisturneringen The Championships, se Wimbledon Championships.
EFL League Championship (eller The Championship) er den næstbedste række i engelsk fodbold. Det er samtidig den højst rangerede af de tre divisioner i The Football League.
Football League Championship har deltagelse af 24 hold, der hver sæson spiller en dobbeltturnering alle-mod-alle. Hver sæson spiller holdene om tre oprykningspladser til Premier League. De to bedstplacerede hold i divisionen rykker direkte op, mens holderne, der slutter som nr. 3–6 spiller om den sidste oprykningplads. De tre lavest placerede hold i divisionen rykker direkte ned i Football League One.
For et bedre overblik i de engelske ligaer se: Ligasystemet i engelsk fodbold

## Nuværende hold 2025–26
| Klub                 | Sidste sæsons placering                  | Lokation                  | Stadion                         | Kapacitet |
| -------------------- | ---------------------------------------- | ------------------------- | ------------------------------- | --------- |
| Birmingham City      | 1. i League One (oprykket)               | Birmingham                | St. Andrew's                    | 29.409    |
| Blackburn Rovers     | 7.                                       | Blackburn                 | Ewood Park                      | 31.367    |
| Bristol City         | 6.                                       | Bristol                   | Ashton Gate                     | 26.462    |
| Charlton Athletic    | 4. i League One (oprykket via play-offs) | London (Charlton)         | The Valley                      | 26.875    |
| Coventry City        | 5.                                       | Coventry                  | Coventry Building Society Arena | 32.609    |
| Derby County         | 19.                                      | Derby                     | Pride Park Stadium              | 33.597    |
| Hull City            | 21.                                      | Kingston upon Hull        | MKM Stadium                     | 25.586    |
| Ipswich Town         | 19. i Premier League (nedrykket)         | Ipswich                   | Portman Road                    | 30.056    |
| Leicester City       | 18. i Premier League (nedrykket)         | Leicester                 | King Power Stadium              | 32.259    |
| Middlesbrough        | 10.                                      | Middlesbrough             | Riverside Stadium               | 34.742    |
| Millwall             | 8.                                       | London (South Bermondsey) | The Den                         | 20.146    |
| Norwich City         | 13.                                      | Norwich                   | Carrow Road                     | 27.359    |
| Oxford United        | 17.                                      | Oxford                    | Kassam Stadium                  | 12.500    |
| Portsmouth           | 16.                                      | Portsmouth                | Fratton Park                    | 20.899    |
| Preston North End    | 20.                                      | Preston                   | Deepdale                        | 23.404    |
| Queens Park Rangers  | 15.                                      | London (Shepherd's Bush)  | Loftus Road                     | 18.439    |
| Sheffield United     | 3.                                       | Sheffield                 | Bramall Lane                    | 32.050    |
| Sheffield Wednesday  | 12.                                      | Sheffield                 | Hillsborough Stadium            | 39.732    |
| Southampton          | 20. i Premier League (nedrykket)         | Southampton               | St. Mary's Stadium              | 32.384    |
| Stoke City           | 18.                                      | Stoke-on-Trent            | bet365 Stadium                  | 30.089    |
| Swansea City         | 11.                                      | Swansea                   | Liberty Stadium                 | 21.088    |
| Watford              | 14.                                      | Watford                   | Vicarage Road                   | 22.200    |
| West Bromwich Albion | 9.                                       | West Bromwich             | The Hawthorns                   | 26.850    |
| Wrexham              | 2. i League One (oprykket)               | Wrexham                   | Racecourse Ground               | 13.341    |

## Resultater

### League vindere, finalister og play-off finalister
| Sæson   | Vinder                     | Finalist                   | Play-off vinder                | Resultat       | Play-off finalist            |
| ------- | -------------------------- | -------------------------- | ------------------------------ | -------------- | ---------------------------- |
| 1999-00 | Charlton 1                 | Manchester City            | Ipswich Town 1 (3.)            | 4-2            | Barnsley 1 (4.)              |
| 2000-01 | Fulham 90                  | Blackburn                  | Bolton 1 (3.)                  | 3-0            | Preston North End 75 (4.)    |
| 2001-02 | Manchester City 1          | West Bromwich Albion 91    | Birmingham City 1 (5.)         | 5-3 (efs)      | Norwich City 1 (6.)          |
| 2002-03 | Portsmouth 1               | Leicester City 1           | Wolverhampton Wanderers 1 (5.) | 2-1            | Reading 77 (4.)              |
| 2003-04 | Norwich City 97            | West Bromwich Albion 92    | Crystal Palace 72 (6.)         | 1-0            | West Ham United 1 (4.)       |
| 2004–05 | Sunderland 94              | Wigan Athletic 87          | West Ham United 73 (6.)        | 1–0            | Preston North End 76 (5.)    |
| 2005–06 | Reading 106                | Sheffield United 90        | Watford 81 (3.)                | 3–0            | Leeds United 78 (5.)         |
| 2006–07 | Sunderland 88              | Birmingham City 86         | Derby County 84 (3.)           | 1–0            | West Bromwich Albion 76 (4.) |
| 2007–08 | West Bromwich Albion 81    | Stoke City 79              | Hull City 75 (3.)              | 1–0            | Bristol City 74 (4.)         |
| 2008–09 | Wolverhampton Wanderers 90 | Birmingham City 83         | Burnley 76 (5.)                | 1–0            | Sheffield United 80 (3.)     |
| 2009–10 | Newcastle United 102       | West Bromwich Albion 93    | Blackpool 70 (6.)              | 3–2            | Cardiff City 76 (4.)         |
| 2010–11 | Queens Park Rangers 88     | Norwich City1 84           | Swansea City 80 (3.)           | 4–2            | Reading 78 (5.)              |
| 2011–12 | Reading 89                 | Southampton 88             | West Ham United 86 (3.)        | 2–1            | Blackpool 75 (5.)            |
| 2012–13 | Cardiff City 87            | Hull City 79               | Crystal Palace 73 (5.)         | 1–0 (efs.)     | Watford 77 (3.)              |
| 2013–14 | Leicester City 102         | Burnley2 93                | Queens Park Rangers 80 (4.)    | 1–0            | Derby County 85 (3.)         |
| 2014–15 | Bournemouth 90             | Watford 89                 | Norwich City 86 (3.)           | 2–0            | Middlesbrough 85 (4.)        |
| 2015–16 | Burnley 93                 | Middlesbrough 89           | Hull City 83 (4.)              | 1–0            | Sheffield Wednesday 74 (6.)  |
| 2016–17 | Newcastle United 94        | Brighton & Hove Albion2 93 | Huddersfield Town 81 (5.)      | 0–0 (4–3 str.) | Reading 85 (3.)              |
| 2017–18 | Wolverhampton Wanderers 99 | Cardiff City 90            | Fulham 88 (3rd)                | 1–0            | Aston Villa 83 (4.)          |
| 2018–19 | Norwich City 94            | Sheffield United 89        | Aston Villa 76 (5.)            | 2–1            | Derby County 74 (6.)         |
| 2019–20 | Leeds United 93            | West Bromwich Albion 94    | Fulham 81 (4.)                 | 2–1 (efs.)     | Brentford 81 (3rd)           |
| 2020–21 | Norwich City 98            | Watford 91                 | Brentford 87 (3.)              | 2–0            | Swansea City 80 (4.)         |
| 2021–22 | Fulham 91                  | Bournemouth 88             | Nottingham Forest 80 (4.)      | 1–0            | Huddersfield Town 82 (3.)    |
| 2022–23 | Burnley 101                | Sheffield United 91        | Luton Town 80 (3.)             | 1–1 (6–5 str.) | Coventry City 70 (5.)        |
| 2023–24 | Leicester City 97          | Ipswich Town 96            | Southampton 87 (4.)            | 1–0            | Leeds United 90 (3.)         |
| 2024–25 | Leeds United 100           | Burnley 100                | Sunderland 76 (4.)             | 2–1            | Sheffield United 90 (3.)     |

### Nedrykkede hold (fra Championship til League One)
| Sæson   | Klub (Points)                                                             |
| ------- | ------------------------------------------------------------------------- |
| 1999-00 | Walsall (1), Port Vale (1), Swindon (1)                                   |
| 2000-01 | Huddersfield Town (44), Queens Park Rangers (1), Tranmere (1)             |
| 2001-02 | Crewe Alexandra (41), Barnsley (37), Stockport County (1)                 |
| 2002-03 | Sheffield Wednesday (46), Brighton & Hove Albion (37), grimsby (1)        |
| 2003-04 | Walsall (2), Bradford (1), Milton Keynes Dons (38)                        |
| 2004–05 | Gillingham (50), Nottingham Forest (44), Rotherham United (29)            |
| 2005–06 | Crewe Alexandra (42), Millwall (40), Brighton & Hove Albion (38)          |
| 2006–07 | Southend United (42), Luton Town (40), Leeds United (36)                  |
| 2007–08 | Leicester City (52), Scunthorpe United (46), Colchester United (38)       |
| 2008–09 | Norwich City (46), Southampton (45), Charlton Athletic (39)               |
| 2009–10 | Sheffield Wednesday (47), Plymouth Argyle (41), Peterborough United (34)  |
| 2010–11 | Preston North End (42), Sheffield United (42), Scunthorpe United (42)     |
| 2011–12 | Portsmouth (40), Coventry City (40), Doncaster Rovers (36)                |
| 2012–13 | Peterborough United (54), Wolverhampton Wanderers (51), Bristol City (41) |
| 2013–14 | Doncaster Rovers (44), Barnsley (38), Yeovil Town (37)                    |
| 2014–15 | Millwall (41), Wigan Athletic (39), Blackpool (26)                        |
| 2015–16 | Charlton Athletic (40), Milton Keynes Dons (39), Bolton Wanderers (30)    |
| 2016–17 | Blackburn Rovers (51), Wigan Athletic (42), Rotherham United (23)         |
| 2017–18 | Barnsley (39), Burton Albion (41), Sunderland (37)                        |
| 2018–19 | Rotherham United (40), Bolton Wanderers (32), Ipswich Town (31)           |
| 2019–20 | Charlton Athletic (48), Wigan Athletic (47), Hull City (45)               |
| 2020–21 | Wycombe Wanderers (43), Rotherham United (42), Sheffield Wednesday (41)   |
| 2021–22 | Peterborough United (37), Derby County (34), Barnsley (40)                |
| 2022–23 | Reading (44), Blackpool (44), Wigan Athletic (42)                         |
| 2023–24 | Birmingham City (50), Huddersfield Town (45), Rotherham United (27)       |
| 2024–25 | Luton Town (49), Plymouth Argyle (46), Cardiff City (44)                  |

### Nedrykkede hold (fra Premier League til Championship)
| Sæson   | Klub (Points)                                                              |
| ------- | -------------------------------------------------------------------------- |
| 1999-00 | Milton Keynes Dons (1), Sheffield Wednesday (1), Watford (28)              |
| 2000-01 | Manchester City (1), Coventry (1), Bradford (1)                            |
| 2001-02 | Ipswich (1), Derby County (10), Leicester City (32)                        |
| 2002-03 | West Ham United (32), West Bromwich Albion (29), Sunderland (14)           |
| 2003-04 | Leicester City (33), Leeds United (30), Wolverhampton Wanderers (24)       |
| 2004–05 | Crystal Palace (33), Norwich City (33), Southampton (32)                   |
| 2005–06 | Birmingham City (34), West Bromwich Albion (30), Sunderland (15)           |
| 2006–07 | Sheffield United (38), Charlton Athletic (34), Watford (29)                |
| 2007–08 | Reading (36), Birmingham City (35), Derby County (11)                      |
| 2008–09 | Newcastle United (34), Middlesbrough (32), West Bromwich Albion (31)       |
| 2009–10 | Burnley (30), Hull City (30), Portsmouth (19)                              |
| 2010–11 | Birmingham City (39), Blackpool (39), West Ham United (33)                 |
| 2011–12 | Bolton Wanderers (36), Blackburn Rovers (31), Wolverhampton Wanderers (25) |
| 2012–13 | Wigan Athletic (36), Reading (28), Queens Park Rangers (25)                |
| 2013–14 | Norwich City (33), Fulham (32), Cardiff City (30)                          |
| 2014–15 | Hull City (35), Burnley (33), Queens Park Rangers (30)                     |
| 2015–16 | Newcastle United (37), Norwich City (34), Aston Villa (17)                 |
| 2016–17 | Hull City (34), Middlesbrough (28), Sunderland (16)                        |
| 2017–18 | Swansea City (33), Stoke City (33), West Bromwich Albion (32)              |
| 2018–19 | Cardiff City (34), Fulham (26), Huddersfield Town (32)                     |
| 2019–20 | Bournemouth (34), Watford (34), Norwich City (21)                          |
| 2020–21 | Fulham (28), West Bromwich Albion (33), Sheffield United (23)              |
| 2021–22 | Burnley (35), Watford (23), Norwich City (22)                              |
| 2022–23 | Leicester City (34), Leeds United (31) Southampton (25)                    |
| 2023–24 | Luton Town (26), Burnley (24), Sheffield United (16)                       |
| 2024–25 | Leicester City (25), Ipswich Town (22) Southampton (12)                    |

### Oprykkede hold (fra League One til Championship)
| Sæson   | Klub (Points)                                                                                |
| ------- | -------------------------------------------------------------------------------------------- |
| 1999-00 | Preston North End (88), Burnley (1), Wigan Athletic (Play-off vinder) (85)                   |
| 2000-01 | Millwall (84), Rotherham United (85), Walsall (Play-off vinder) (1)                          |
| 2001-02 | Brighton & Hove Albion (93), Reading (1), Stoke City (Play-off vinder) (1)                   |
| 2002-03 | Wigan Athletic (86), Crewe (1), Cardiff (Play-off vinder) (1)                                |
| 2003-04 | Plymouth Argyle (100), Plymouth Argyle (1), Brighton & Hove Albion (Play-off vinder) (94)    |
| 2004–05 | Luton Town (98), Hull City (86), Sheffield Wednesday (Play-off vinder) (72)                  |
| 2005–06 | Southend United (82), Colchester United (79), Barnsley (Play-off vinder) (72)                |
| 2006–07 | Scunthorpe United (91), Bristol City (85), Blackpool (Play-off vinder) (83)                  |
| 2007–08 | Swansea City (91), Nottingham Forest (82), Doncaster Rovers (Play-off vinder) (80)           |
| 2008–09 | Leicester City (96), Peterborough United (89), Scunthorpe United (Play-off vinder) (76)      |
| 2009–10 | Norwich City (95), Leeds United (86), Millwall (Play-off vinder) (85)                        |
| 2010–11 | Brighton & Hove Albion (95), Southampton (92), Peterborough United (Play-off vinder) (79)    |
| 2011–12 | Charlton Athletic (101), Sheffield Wednesday (93), Huddersfield Town (Play-off vinder) (81)  |
| 2012–13 | Doncaster Rovers (84), Bournemouth (83), Yeovil Town (Play-off vinder) (77)                  |
| 2013–14 | Wolverhampton Wanderers (103), Brentford (94), Rotherham United (Play-off vinder) (86)       |
| 2014–15 | Bristol City (99), Milton Keynes Dons (91), Preston North End (Play-off vinder) (89)         |
| 2015–16 | Wigan Athletic (87), Burton Albion (85), Barnsley (Play-off vinder) (74)                     |
| 2016–17 | Sheffield United (100), Bolton Wanderers (87), Millwall (Play-off vinder) (73)               |
| 2017–18 | Wigan Athletic (98), Blackburn Rovers (96), Rotherham United (Play-off vinder) (79)          |
| 2018–19 | Luton Town (94), Barnsley (91), Charlton Athletic (Play-off vinder) (88)                     |
| 2019–20 | Coventry City (88.71), Rotherham United (77.94), Wycombe Wanderers (Play-off vinder) (76.35) |
| 2020–21 | Hull City (89), Peterborough United (87), Blackpool (Play-off vinder) (80)                   |
| 2021–22 | Wigan Athletic (92), Rotherham United (90), Sunderland (Play-off vinder) (84)                |
| 2022–23 | Plymouth Argyle (101), Ipswich Town (98), Sheffield Wednesday (Play-off vinder) (96)         |
| 2023–24 | Portsmouth (97), Derby County (92), Oxford United (Play-off vinder) (77)                     |
| 2024–25 | Birmingham City (111), Wrexham A.F.C (92), Charlton Athletic (Play-off vinder) (84)          |

## Vindere gennem tiden

### Football League Second Division (1893–1992)
| Sæson     | Vinder                            |
| --------- | --------------------------------- |
| 1892-93   | Birmingham City                   |
| 1893-94   | Liverpool F.C.                    |
| 1894-95   | Bury F.C.                         |
| 1895-96   | Liverpool F.C. (2)                |
| 1896-97   | Notts County                      |
| 1897-98   | Burnley F.C.                      |
| 1898-99   | Manchester City                   |
| 1899-1900 | Sheffield Wednesday               |
| 1900-01   | Grimsby Town                      |
| 1901-02   | West Bromwich Albion              |
| 1902-03   | Manchester City (2)               |
| 1903-04   | Preston North End                 |
| 1904-05   | Liverpool F.C. (3)                |
| 1905-06   | Bristol City                      |
| 1906-07   | Nottingham Forest                 |
| 1907-08   | Oldham Athletic                   |
| 1908-09   | Bolton Wanderers                  |
| 1909-10   | Manchester City (3)               |
| 1910-11   | West Bromwich Albion (2)          |
| 1911-12   | Derby County                      |
| 1912-13   | Preston North End (2)             |
| 1913-14   | Notts County (2)                  |
| 1914-15   | Derby County (2)                  |
| 1915-19   | Ingen fodbold pga. 1. verdenskrig |
| 1919-20   | Tottenham Hotspur                 |
| 1920-21   | Birmingham City (2)               |
| 1921-22   | Nottingham Forest (2)             |
| 1922-23   | Notts County (3)                  |
| 1923-24   | Leeds United                      |
| 1924-25   | Leicester City                    |
| 1925-26   | Sheffield Wednesday (2)           |
| 1926-27   | Middlesbrough                     |
| 1927-28   | Manchester City (3)               |
| 1928-29   | Middlesbrough (2)                 |
| 1929-30   | Blackpool                         |
| 1930-31   | Everton                           |
| 1931-32   | Wolverhampton Wanderers           |
| 1932-33   | Stoke City                        |
| 1933-34   | Grimsby Town (2)                  |
| 1934-35   | Brentford                         |
| 1935-36   | Manchester United                 |
| 1936-37   | Leicester City (2)                |
| 1937-38   | Aston Villa                       |
| 1938-39   | Blackburn Rovers                  |
| 1939-46   | Ingen fodbold pga. 2. verdenskrig |
| 1946-47   | Manchester City (4)               |
| 1947-48   | Birmingham City (3)               |
| 1948-49   | Fulham F.C.                       |
| 1949-50   | Tottenham Hotspur (2)             |
| 1950-51   | Preston North End (3)             |
| 1951-52   | Sheffield Wednesday (3)           |
| 1952-53   | Sheffield United                  |
| 1953-54   | Leicester City (3)                |
| 1954-55   | Birmingham City (4)               |
| 1955-56   | Sheffield Wednesday (4)           |
| 1956-57   | Leicester City (4)                |
| 1957-58   | West Ham United                   |
| 1958-59   | Sheffield Wednesday (5)           |
| 1959-60   | Aston Villa                       |
| 1960-61   | Ipswich Town                      |
| 1961-62   | Liverpool F.C. (4)                |
| 1962-63   | Stoke City (2)                    |
| 1963-64   | Leeds United (2)                  |
| 1964-65   | Newcastle United                  |
| 1965-66   | Manchester City (5)               |
| 1966-67   | Coventry City                     |
| 1967-68   | Ipswich Town (2)                  |
| 1968-69   | Derby County (3)                  |
| 1969-70   | Huddersfield Town                 |
| 1970-71   | Leicester City (5)                |
| 1971-72   | Norwich City                      |
| 1972-73   | Burnley F.C. (2)                  |
| 1973-74   | Middlesbrough (3)                 |
| 1974-75   | Manchester United (2)             |
| 1975-76   | Sunderland                        |
| 1976-77   | Wolverhampton Wanderers (2)       |
| 1977-78   | Bolton Wanderers                  |
| 1978-79   | Crystal Palace                    |
| 1979-80   | Leicester City (6)                |
| 1980-81   | West Ham United (2)               |
| 1981-82   | Luton Town                        |
| 1982-83   | Queens Park Rangers               |
| 1983-84   | Chelsea                           |
| 1984-85   | Oxford United                     |
| 1985-86   | Norwich City (2)                  |
| 1986-87   | Derby County (4)                  |
| 1987-88   | Millwall                          |
| 1988-89   | Chelsea (2)                       |
| 1989-90   | Leeds United (3)                  |
| 1990-91   | Oldham Athletic (2)               |
| 1991-92   | Ipswich Town (3)                  |

### Football League First Division (1992-2004)
| Sæson     | Vinder                |
| --------- | --------------------- |
| 1992-93   | Newcastle United (2)  |
| 1993-94   | Crystal Palace (2)    |
| 1994-95   | Middlesbrough (4)     |
| 1995-96   | Sunderland (2)        |
| 1996-97   | Bolton Wanderers (2)  |
| 1997-98   | Nottingham Forest (3) |
| 1998-99   | Sunderland (3)        |
| 1999-2000 | Charlton Athletic     |
| 2000-01   | Fulham (2)            |
| 2001-02   | Manchester City (6)   |
| 2002-03   | Portsmouth F.C.       |
| 2003-04   | Norwich City (3)      |

### Football League Championship (2004-2016)
| Sæson   | Vinder                      |
| ------- | --------------------------- |
| 2004-05 | Sunderland (4)              |
| 2005-06 | Reading FC                  |
| 2006-07 | Sunderland (5)              |
| 2007-08 | West Bromwich Albion (3)    |
| 2008-09 | Wolverhampton Wanderers (3) |
| 2009-10 | Newcastle United (3)        |
| 2010-11 | Queens Park Rangers (2)     |
| 2011-12 | Reading F.C. (2)            |
| 2012-13 | Cardiff City F.C.           |
| 2013–14 | Leicester City F.C. (7)     |
| 2014–15 | A.F.C. Bournemouth          |
| 2015–16 | Burnley F.C. (3)            |

### EFL Championship (2016-)
| 2016–17 | Newcastle United (4)        |
| 2017–18 | Wolverhampton Wanderers (4) |
| 2018–19 | Norwich City (4)            |
| 2019–20 | Leeds United (4)            |
| 2020–21 | Norwich City (4)            |
| 2021–22 | Fulham F.C. (3)             |
| 2022–23 | Burnley F.C. (4)            |
| 2023–24 | Leicester City F.C. (8)     |
| 2024–25 | Leeds United (5)            |

## Topscorere
| Sæson   | Topscorere          | Klubber                                 | Mål |
| ------- | ------------------- | --------------------------------------- | --- |
| 2004–05 | Nathan Ellington    | Wigan Athletic                          | 24  |
| 2005–06 | Marlon King         | Watford                                 | 21  |
| 2006–07 | Jamie Cureton       | Colchester United                       | 23  |
| 2007–08 | Sylvan Ebanks-Blake | Plymouth Argyle Wolverhampton Wanderers | 23  |
| 2008–09 | Sylvan Ebanks-Blake | Wolverhampton Wanderers                 | 25  |
| 2009–10 | Peter Whittingham   | Cardiff City                            | 20  |
| 2009–10 | Nicky Maynard       | Bristol City                            | 20  |
| 2010–11 | Danny Graham        | Watford                                 | 24  |
| 2011–12 | Rickie Lambert      | Southampton                             | 27  |
| 2012–13 | Glenn Murray        | Crystal Palace                          | 30  |
| 2013–14 | Ross McCormack      | Leeds United                            | 28  |
| 2014–15 | Daryl Murphy        | Ipswich Town                            | 27  |
| 2015–16 | Andre Gray          | Brentford Burnley                       | 25  |
| 2016–17 | Chris Wood          | Leeds United                            | 27  |
| 2017–18 | Matěj Vydra         | Derby County                            | 21  |
| 2018–19 | Teemu Pukki         | Norwich City                            | 29  |
| 2019–20 | Aleksandar Mitrović | Fulham                                  | 26  |
| 2020–21 | Ivan Toney          | Brentford                               | 31  |
| 2021–22 | Aleksandar Mitrović | Fulham                                  | 43  |
| 2022–23 | Chuba Akpom         | Middlesbrough                           | 28  |
| 2023–24 | Sammie Szmodics     | Blackburn Rovers                        | 27  |
| 2024–25 | Joël Piroe          | Leeds United                            | 19  |